# Совіньце
Совіньце (пол. Sowińce) — село в Польщі, у гміні Бучек Ласького повіту Лодзинського воєводства.
Населення — 56 осіб (2011).
У 1975-1998 роках село належало до Серадзького воєводства.

## Демографія
Демографічна структура станом на 31 березня 2011 року:
|          | Загалом | Допрацездатний вік | Працездатний вік | Постпрацездатний вік |
| -------- | ------- | ------------------ | ---------------- | -------------------- |
| Чоловіки | 31      | 3                  | 23               | 5                    |
| Жінки    | 25      | 3                  | 14               | 8                    |
| Разом    | 56      | 6                  | 37               | 13                   |